# Sauropus sphenophyllus
Sauropus sphenophyllus là một loài thực vật có hoa trong họ Diệp hạ châu. Loài này được (Airy Shaw) Airy Shaw miêu tả khoa học đầu tiên năm 1980.